# José Cabero
José Cabero (Mendoza, 1791 - Mendoza, 1829) fue un militar y político argentino que formó parte del Congreso General Constituyente entre 1824 y 1827, y firmó la Constitución argentina de 1826.

## Biografía
Hijo del chileno Ventura Cubero y la mendocina Petronila Mayorga, era nieto del Maestre de Campo de Chile, José Vicente Cubero. Cursó estudios en el Colegio de Monserrat en Córdoba entre 1808 y 1810 y fue oficial de milicias de su ciudad natal.
Tuvo participación en la política local desde joven: en 1815 formó parte del cabildo abierto que rechazó el desplazamiento del Gobernador Intendente de Cuyo, general José de San Martín. Formando parte de la milicia denominada Cívicos Blancos de Infantería de Mendoza, fue regidor del cabildo de la ciudad y participó en la apertura del Colegio de la Santísima Trinidad. En 1820 fue nombrado secretario del mismo cabildo, y formó parte de la Sociedad Lancasteriana fundada por Tomás Godoy Cruz para implantar en la provincia el método escolar de Joseph Lancaster.
En 1821 participó en la lucha contra la invasión del general chileno José Miguel Carrera a las provincias de Cuyo y combatió a las órdenes del general Bruno Morón en la Batalla de Río IV, que ya estaba prácticamente ganada cuando se produjo la muerte de Morón, causando la derrota de las fuerzas mendocinas. Pasó a las órdenes del general José Albino Gutiérrez, que algún tiempo después lograría la derrota, captura y muerte de Carrera. Fue secretario de la Legislatura de Mendoza.
En 1824 participó de la revolución que derrocó al gobernador Gutiérrez, secundando al coronel porteño Juan Lavalle, que fue nombrado gobernador por los revolucionarios. Formó parte de la Legislatura a partir de las elecciones dirigidas por Lavalle.
En 1825 llegó la noticia de que el Congreso General reunido en Buenos Aires había decidido duplicar la representación de todas las provincias, por lo que Mendoza eligió dos nuevos diputados, ambos militares: el coronel Manuel Corvalán y el teniente coronel José Cubero. Instalado en Buenos Aires, decidió votar a favor de una constitución federal, pero los partidarios de esta fórmula fueron superados por los unitarios, que lograron sancionar la Constitución argentina de 1826, de carácter netamente unitario. Tras firmar el acta de la Constitución, abandonó el Congreso, aunque su mandato se extendió hasta el mes de junio de 1827.
Falleció en la ciudad de Mendoza el 9 de abril de 1829 y sus restos fueron sepultados en el cementerio de la Iglesia de San Francisco, donde se perdieron definitivamente en el terremoto de Mendoza de 1861.